# LKH Südsteiermark – Standort Wagna
Das LKH Südsteiermark – Standort Wagna ist ein Klinikum zur allgemeinen Versorgung in Wagna, Österreich, und Teil der Steiermärkischen Krankenanstaltengesellschaft m.b.H. (KAGes). Mit seinen 147 Betten zählt es zu einem regionalen Krankenhaus im Zentralraum Leibnitz. Es umfasst die Fachbereiche Allgemeine Medizin, Anästhesiologie, Chirurgie, Radiologie, Pflegedienst und gemeinsame Einrichtungen.

## Geschichte
Das im 19. Jahrhundert errichtete Barackenspital in Wagna wurde in den Kriegswirren des Ersten Weltkrieges zerstört. In den Folgejahren wurde es vom Roten Kreuz wieder aufgebaut. 1936 wurde es an das Land Steiermark übergeben. Zur damaligen Zeit gab es vier Abteilungen:
die Chirurgie-, Medizinisch-, Infektions- und Gebärabteilung mit einer Gesamtzahl von etwa 100 Betten.
Ende der 1950er Jahre wurde mit dem Neubau des heute bestehenden Krankenhauses begonnen, welches zu Beginn der 1960er Jahre fertig gestellt werden konnte.
Seit 1986 ist es Bestandteil der KAGes.
Am 1. Jänner 2017 wurde der Spitalsverbund LKH Südsteiermark gegründet, welcher aus den Standorten LKH Wagna und LKH Bad Radkersburg besteht.